# ローマーのギャップ

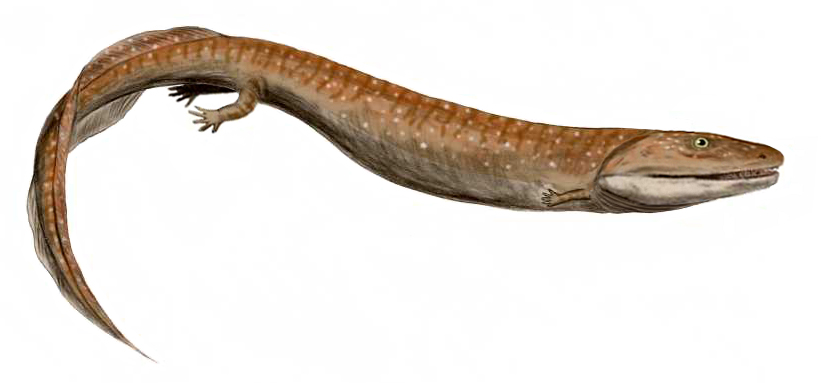
二次的に水棲適応した非有羊膜類の四肢動物クラッシギリヌス。ローマーのギャップに相当する時代から産出した生物。

ローマーのギャップ（英: Romer's gap）は、進化生物学の研究に用いられる四肢動物の化石記録に見られる空白（ギャップ）の1つ。発掘者が関連性のある化石の発見に至っていない場合、その時代の地層ではこのような化石記録のギャップが生じる。ローマーのギャップはギャップを最初に確認した古生物学者アルフレッド・ローマーにちなんで命名された。スコットランドで2016年に報告された化石はこのギャップを縮めて古生物学的知見を広げるものであった。
ローマーのギャップは約3億6000万年前から約3億4500万年前に亘り、石炭紀の最初の1500万年間（前期ミシシッピアン世トルネーシアン - ビゼーアン）に対応する。このギャップを境に、デボン紀末の原始的な森林と多種多様な魚類が、より派生的な前期石炭紀の水中および陸上の生物集団と分断されている。

## ギャップのメカニズム
なぜこの時代の化石がこれほどまでに少ないかについては、長い議論が交わされている。問題は化石化そのものであると提唱し、当時の地球化学的な差異が多く化石化しにくい状況にあったと主張する者もいる。また、発掘者が単に正しい場所で発掘を行っていない可能性もある。真に脊椎動物の生物多様性が低かった可能性は独立した証拠から支持されているが、その否定材料になりうる研究も発表されている。その研究については後述する。
原初の節足動物の陸棲適応はギャップ以前に本格化し、指のある四肢動物も上陸していたが、ギャップ自体の時代に相当する陸棲あるいは水棲生物の化石は極端に少ない。2010年代に発表された古生代の研究では陸棲脊椎動物と節足動物の両方におけるローマーのギャップの生物学的な根拠が提示されており、ローマーのギャップの時代に形成された岩石の特異的な地球化学組成から断定された低大気酸素濃度期と対応している。
ローマーのギャップの始まりにおいて海洋の魚類、特に甲殻を砕くタイプの肉食魚の多様性が低かったことは、硬い外殻に覆われた棘皮動物ウミユリ綱の化石が急激に増加していることから支持されている。トルネーシアン期はウミユリの時代と呼ばれている。ローマーのギャップの終焉に伴って甲殻を砕く数多くの条鰭類とサメが後に石炭紀で増加すると、古典的な捕食 - 被食関係のサイクルに従ってデボン紀型のウミユリの多様性は急激に低下した。デボン紀の終わりとローマーのギャップの時代に急激に変動する環境の中で、ハイギョと初期の四肢動物および両生類が急速に回復・多様化したという証拠は、着実に蓄積されつつある。
石炭紀の四肢動物の大半を含む水棲脊椎動物はは、ローマーのギャップに先駆けて生じたF-F境界をはじめとする後期デボン紀の大量絶滅から回復しつつあった。大量絶滅のメカニズムは完全に明らかにされているわけではないが、D-C境界に相当するハンゲンベルグ事変において、海洋と淡水域のグループの大部分は絶滅を迎えたかごくわずかまで系統を減らすこととなった。大量絶滅事変までは海洋と湖沼は肉鰭類と板皮類が支配的であったが、ギャップの後には条鰭綱やサメの親戚が支配的となった。また、この時代にはイクチオステガ目の絶滅も見られた。
なお、ギャップの時期に酸素濃度が低下していたことと、そもそもギャップが存在することに疑問を呈する研究も発表されている。2016年にはスコットランドの新しい5箇所の化石産地から四肢動物と両生類の複数の化石記録が報告されており、当時の地質学的に最も正確な場所の記録も可能となっている。この新しい化石証拠から、少なくとも地域的には多様性のギャップや上記の酸素の地球化学的変動がなかったことが示唆されている。

## 動物相

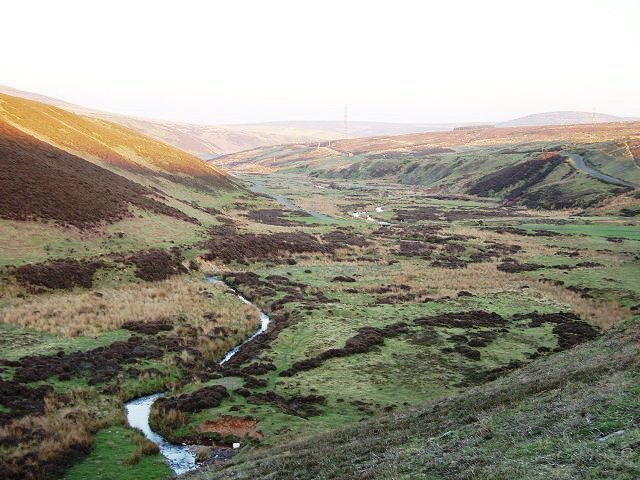
スコットランドのホワイトアッダー・ウォーターの土手は、知られている中でローマーのギャップの時代にあたる四肢動物の化石が産出する数少ない産地の1つである。

四肢動物の化石記録の空白は、ペデルペスやクラッシギリヌスといった前期石炭紀の四肢動物の発見により研究が進んでいる。脊椎動物化石が発見されて空白を埋めるのに役立っている数少ない産地にはスコットランドのバスゲイトに位置するイースト・カークトン採石場などがある。イースト・カークトン採石場は1984年にスタンリー・P・ウッドも訪れた、歴史のある化石産地であり、中期石炭紀に生息した初期の四肢動物が数多く発見されている。具体的にはバラネルペトン（分椎目）、シルヴァネルペトンやエルデケエオン（基盤的な炭竜目）、有羊膜類以前の段階にあると思われるウェストロティアナが報告されている。2016年には新たな5種の生物がバラガン累層のあちこちで発見されている。その5種とは、ペリットドゥス・アプスコンティドゥス、コイロプス・ヘルマ、オッシラルス・キエラニ (Ossirarus kierani)、ディプロラドゥス・アウスティウムエンシス、アイトネルペトン・ミクロプスである。これらの基盤的な四肢動物と両生類は2つのグループが早期に枝分かれしていたこと、そして前期石炭紀に急速な多様化が起きていたことの証拠をもたらしている。
しかし、前期石炭紀トルネーシアンにおける四肢動物の化石要素は、大規模な集合化石が確認されている同じ生息地の魚類に対してまだ不足しており、トルネーシアン階の後期まで理解が進んでいない。世界各地のトルネーシアン階の魚類相の構成は似通っており、条鰭類・総鰭類リゾドゥス目・棘魚類・サメ・全頭亜綱の共通する種あるいは生態学的に類似する種が内包されている。
カナダのノバスコシア州のブルー・ビーチの堆積層の分析では、四肢動物相をデボン紀の動物相と石炭紀の動物相に簡単に区分することはできず、デボン紀の大量絶滅事変の影響を受けずに生き延びた四肢動物が複数いたことが示唆されている。

## トルネーシアン階の産地
ローマーのギャップが最初に認められて以降長年の間、トルネーシアン期の四肢動物化石が堆積している産地は2箇所しか知られていなかった。その2箇所のうち1つはイギリスのスコットランドに位置するイースト・ロージアンで、もう1つはカナダのノバスコシア州ブルー・ビーチである。後者では1841年にカナダ初の地質調査監督ウィリアム・エドモンド・ローガンが四肢動物に由来する足跡化石を発見していた。ブルー・ビーチでは何百ものトルネーシアン期の化石を展示する化石博物館が営業されている。ブルー・ビーチではロゼッタストーンにもなぞらえられる2000を超える陸上脊椎動物の足跡化石が発見されているほか、節足動物の足痕や初期のシダ植物まで産出しており、現状最古の陸上生態系の様子を提示されている。
2012年、スコットランドのトルネーシアン階に相当する化石産地から3億6000万年前から3億4000万年前の生物化石約250点が報告された。この中には基盤的両生類の化石も含まれており、ツイード川の河口付近から産出したこの生物にはリボ (Ribbo) という愛称がつけられた。2016年にはさらに5種がスコットランドのバーウィックシャーから報告された。かつては1種類しか知られていなかったハイギョも新たに7種類が報告されており、スコットランドは当時を理解するために重要な場所になっている。
これらの産地にはバーンマウスの海岸、ホワイトアッダー・ウォーターの土手、チャーンサイド周辺、コールドストリーム周辺のツイード川、フォース湾沿いのタンタロン城付近の岩石がある。水棲四則動物と陸棲四則動物の両方の化石がこれらの産地から知られており、両者の生息環境における重要な化石記録を提供し、ローマーのギャップを埋める働きをしている。これらの新しい産地は互いの距離が近く、数多くの魚類が近くの同時期のフォールデンの魚類ボーンベッド産地と共通していることから、より大規模の動物相が産出する可能性もある。イースト・カークトン採石場と同様に、この産地の四肢動物はスタン・ウッドらの長期に及ぶ発掘調査で発見されている。

## TW:eedプロジェクト
スコットランド博物館やサウサンプトン大学・レスター大学・ケンブリッジ大学・英国地質調査所は、初期四肢動物をはじめデボン紀末と前期石炭紀の研究を目的とする TW:eed (Tetrapod World: early evolution and diversification) プロジェクトを展開している。このプロジェクトは2013年4月に科学者らが英国地質調査所およびスコットランド博物館と共同で始動したもので、イギリス中から協力者が集った。ベリック・アポン・ツイード近くの公開されていない場所で500メートルの穴を掘ることが目標の1つとされ、トルネーシアン階堆積物の完全なセンチメートルスケールでのサンプリングか可能となり、発見される化石を年代順に正確に位置付けることが可能となった。2016年にTW:eedプロジェクトから発表された論文では、採取したコアから得られた結果として、ローマーのギャップの時期には酸素濃度の逸脱は見かけ上はなかったということが発表された。このことから、ローマーのギャップの時代が低酸素濃度状態であったという以前の仮説は見直しが必要とされる。